# The XTC of Swallowing Feaces
Albums de Last Days Of Humanity
Lymphatic Phlegm / Last Days of Humanity In Advanced Haemorrhaging Conditions
The XTC of Swallowing Feaces est le premier album live du groupe de goregrind Last Days Of Humanity sorti en 2004.